# Береговая охрана (фильм)
«Береговая охрана» (кор. 해안선; Hae anseon) — южнокорейский фильм 2002 года, снятый Ким Ки Дуком.

## Сюжет
Фильм рассказывает о буднях береговой охраны Южной Кореи. Солдат Кан Сан Бён, рядовой 1-го класса, служит в одной из частей береговой охраны и мечтает застрелить нарушителя границы — «шпиона». Во время одного из ночных дежурств он подстрелил и взорвал гранатой пьяного местного жителя, который пробрался в запретную зону вместе со своей девушкой. Кан и девушка покойного сходят с ума. Девушка видит в каждом солдате береговой охраны своего покойного любовника и пристаёт к ним, занимается со многими из них сексом. Кан получает отпуск после успешной поимки «шпиона», затем его бросает девушка. В армии его признают негодным к строевой службе и увольняют из армии после его попытки проехать в Сеул во время ночного дежурства. Он возвращается, чтобы убить своих сослуживцев.

## Награды и номинации[1]
- 2003 — три приза кинофестиваля в Карловых Варах: приз ФИПРЕССИ, Netpac Award, приз города Карловы Вары (все — Ким Ки Дук)
- 2003 — номинация на приз «Хрустальный глобус» кинофестиваля в Карловых Варах (Ким Ки Дук)